# Basilica delle Sante Clotilde e Valeria
La basilica delle Sante Clotilde e Valeria (in francese: basilique Sainte-Clotilde-et-Sainte-Valère) è un luogo di culto cattolico di Parigi, situato nel VII arrondissement, sede dell'omonima parrocchia appartenente dall'arcidiocesi di Parigi.
La basilica venne costruita in stile neogotico su progetto di François-Christian Gau, e successivamente di Théodore Ballu, alla metà del XIX secolo. Nel 1897 è stata elevata alla dignità di basilica minore da papa Leone XIII.
All'interno della basilica sono custodite le ceneri di santa Clotilde, già situate nel Pantheon, i cui resti mortali vennero cremati nel 1793 per evitare che, durante la Rivoluzione francese, venissero profanati.
La basilica si trova nei pressi delle stazioni della metropolitana di Parigi Solférino (sulla linea 12) e Invalides (linee linea 8 e 13).

## Storia

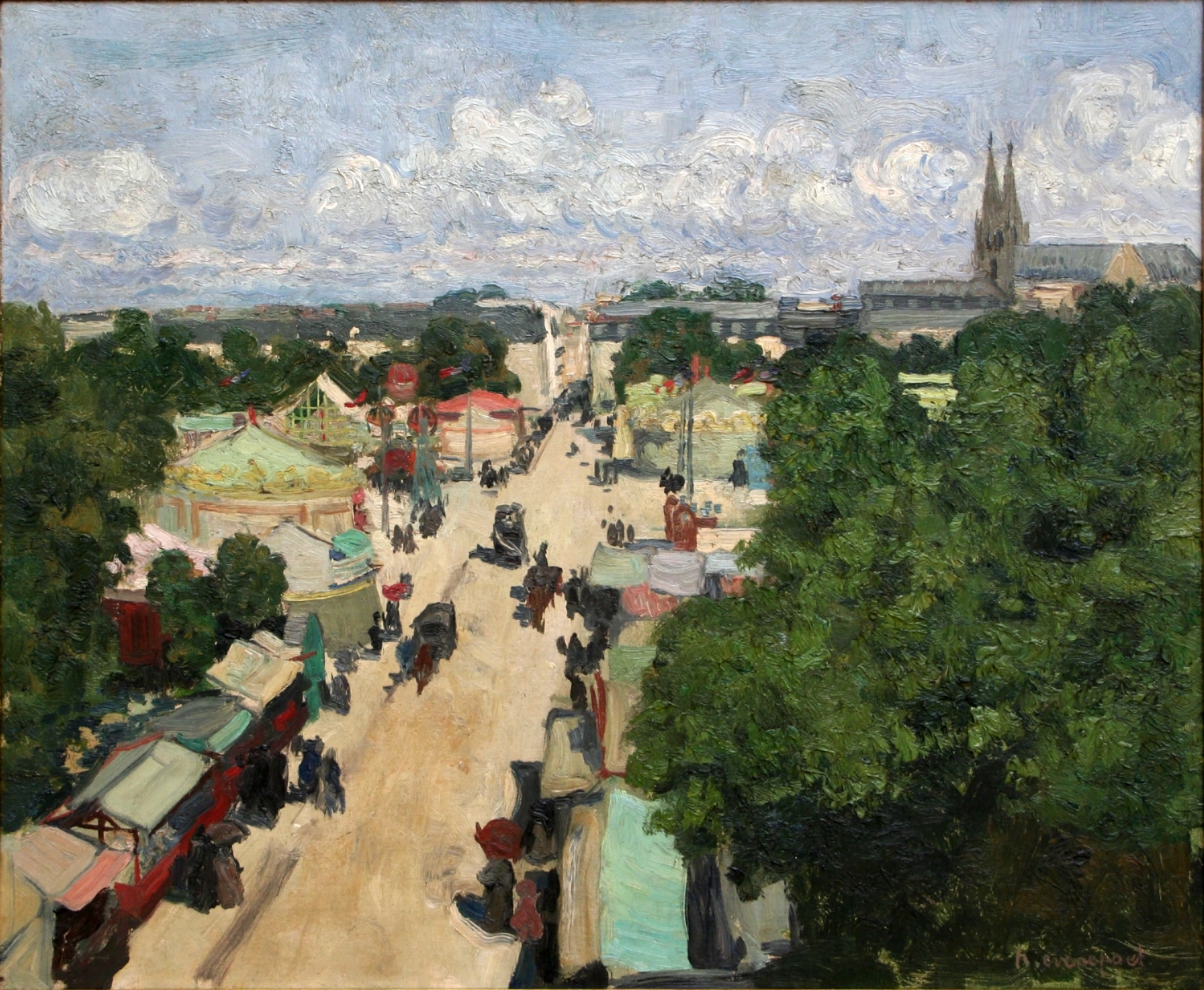
Henri Evenepoel, Foire aux Invalides, 1897: sullo sfondo, a destra, le cuspidi dei campanili della chiesa delle Sante Clotilde e Valeria

Nel 1826, il consiglio comunale di Parigi decise di costruire un luogo di culto cattolico nell'area occidentale della città, al posto di un antico convento appartenente all'Ordine della Beata Vergine del Monte Carmelo; venne scelto nel 1833 il progetto dell'architetto François-Christian Gau, il quale ideò una grande chiesa in stile neogotico ispirata alla chiesa abbaziale di Saint-Ouen a Rouen.
La costruzione iniziò nel 1846; ebbe un ruolo importante nell'edificazione della chiesa Gustave Eiffel, il quale progettò l'armatura metallica di sostegno dell'edificio; in corso d'opera, nel 1853, Gau dovette cambiare il progetto della facciata, riducendo l'altezza delle due torri campanarie per motivi statici. Lo stesso anno l'architetto morì e gli subentrò Théodore Ballu, il quale modificò ulteriormente l'altezza dei campanili, facendoli più alti rispetto alla seconda versione di Gau.
Nel 1856 venne eretta la parrocchia che insiste sulla chiesa, il cui territorio venne ricavato da parte di quello della parrocchia di Saint-Pierre-du-Gros-Caillou.
La chiesa venne terminata nel 1857, e il 30 novembre dello stesso anno fu dedicata dall'arcivescovo di Parigi cardinale François-Nicholas-Madeleine Morlot e dedicata a santa Clotilde, regina dei Franchi e moglie di Clodoveo I, e a santa Valeria di Limoges.
Nel 1897, in occasione del 14º centenario del battesimo di Clodoveo I, re dei Franchi e marito di santa Clotilde, la chiesa è stata elevata alla dignità di basilica minore da papa Leone XIII.
Nel 2007, in occasione dei 150 anni dalla fine della costruzione dell'edificio, l'area presbiterale della basilica è stata interessata da un importante intervento di modifica su progetto dell'architetto Benoît Ferré, con la collaborazione dell'artista Goudji che ha realizzato il nuovo altare maggiore, dedicato il 2 dicembre dello stesso anno dall'arcivescovo di Parigi cardinale André Vingt-Trois.

## Descrizione

### Dimensioni
| Parametro             | Misura |
| --------------------- | ------ |
| Lunghezza             | 96 m   |
| Larghezza             | 39 m   |
| Altezza dei campanili | 70 m   |

### Esterno

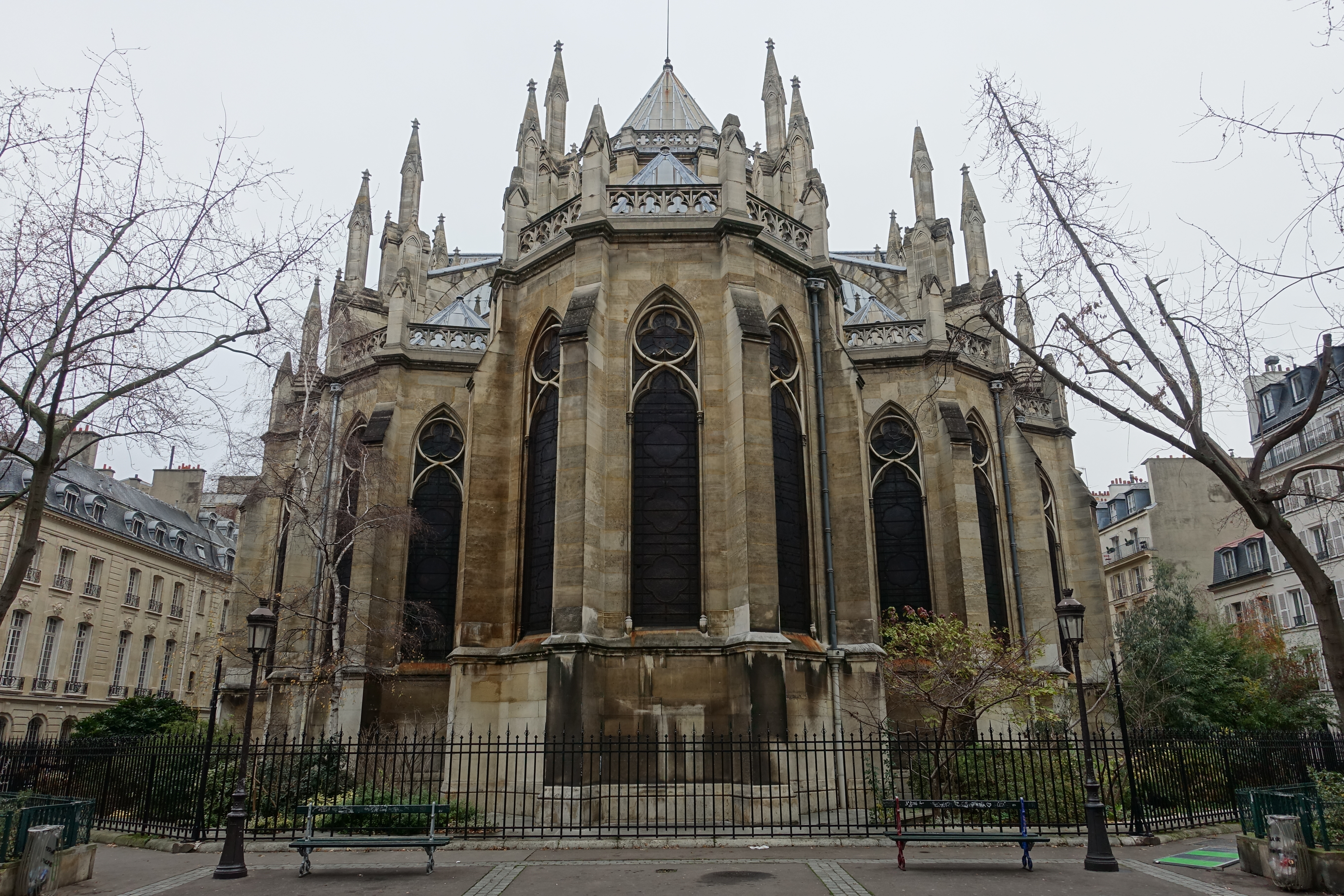
Esterno dell'abside

La basilica delle Sante Clotilde e Valeria sorge nell'area nord-orientale del VII arrondissement di Parigi, in square Samuel Rousseau, tra l'Hôtel des Invalides ed il Museo d'Orsay, non lontano dalla Senna.
L'esterno dell'edificio è caratterizzato dalla facciata progettata interamente da Théodore Ballu dopo il 1853 al posto di quella originaria di François-Christian Gau. Il prospetto, decorato con statue di santi merovingi, richiama la scansione interna dell'aula in tre navate attraverso quattro sporgenti contrafforti che dividono le due torri campanarie, poste ai lati, dalla sezione centrale. Nella parte inferiore, tre grandi arcate a sesto acuto profondamente strombate danno accesso al portico (quella centrale decorata con un'alta ghimberga con Gesù risorto in gloria); a ciascuna di essa corrisponde un portale, e quello maggiore è sormontato da una lunetta decorata con un bassorilievo marmoreo raffigurante Gesù in croce. Più in alto, si aprono il rosone (al centro) e due bifore (ai lati). Mentre la fascia centrale della facciata termina con un alto timpano triangolare, le due laterali continuano con due slanciate torri campanarie, coperte con cuspidi a pianta ottagonale. Nelle celle è custodito un concerto di quattro campane (Do3-Re3-Mi3-Fa4).
L'architetto Léon Vautrin si ispirò alla facciata della basilica parigina nel progettare quella della cattedrale dell'arcidiocesi di Guangzhou, in Cina, costruita tra il 1863 e il 1888.
Le fiancate e l'area absidale della basilica sono caratterizzate dalla presenza di archi rampanti, contrafforti e pinnacoli: essi hanno uno scopo puramente decorativo, poiché la struttura è sorretta da un'armatura metallica invisibile, progettata da Gustave Eiffel.

### Interno

#### Piedicroce

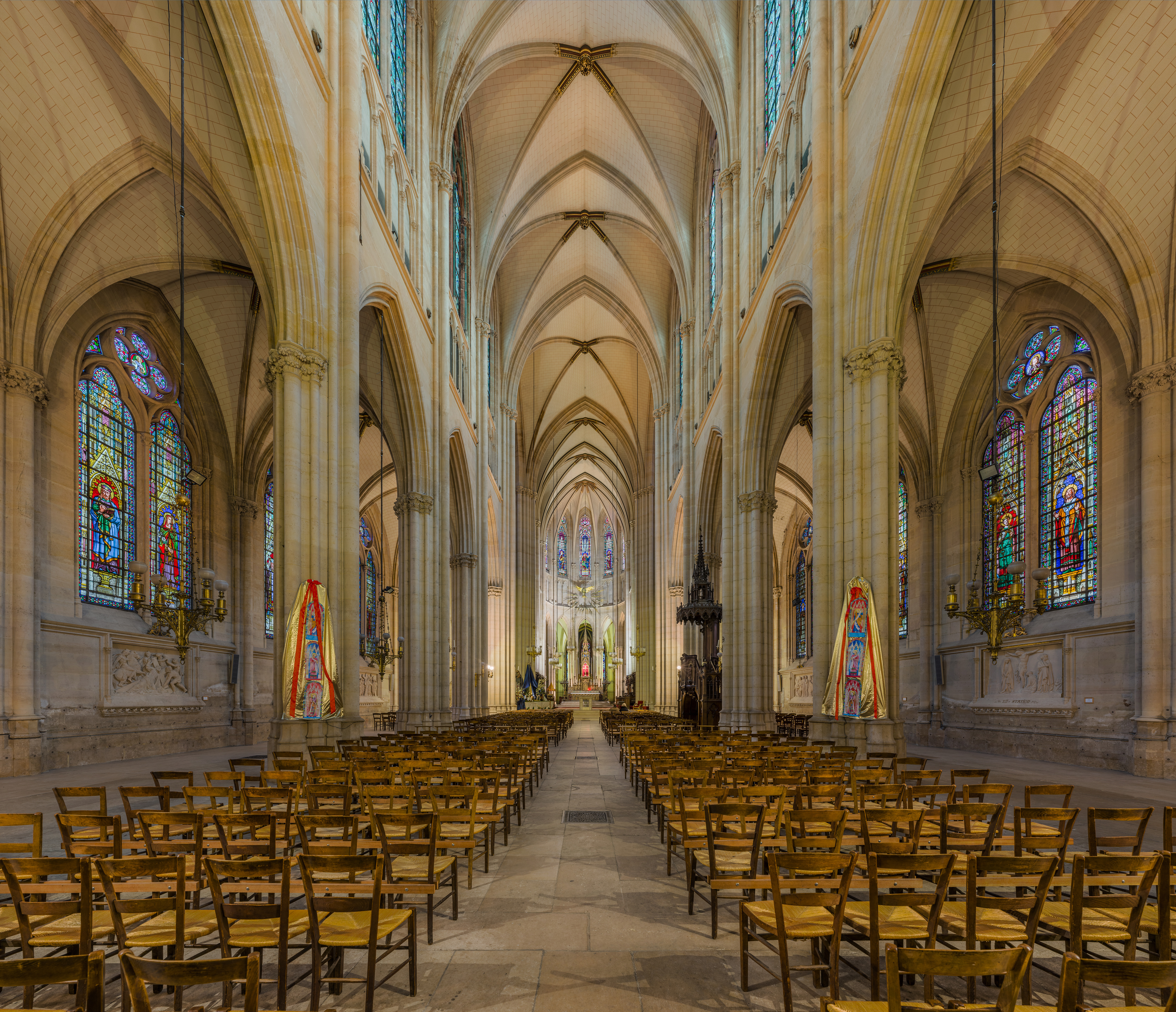
Interno

La basilica delle sante Clotilde e Valeria presenta una pianta a croce latina, con transetto poco sporgente rispetto alle navate laterali e senza cappelle nel piedicroce (ad eccezione del battistero, che si apre nella prima campata della navata di sinistra, e della cappella ad essa simmetrica, con ingresso sulla navata opposta).
L'aula è suddivisa in tre navate di sei campate ciascuna (con in aggiunta una d'ingresso), coperte con volte a crociera quadripartite. Le pareti della navata maggiore presentano il seguente schema, ispirato a quello della chiesa abbaziale di Saint-Ouen a Rouen: nella parte inferiore vi sono le arcate a sesto acuto che mettono in comunicazione le navate; in corrispondenza di ciascun arco vi è, più in alto, una quadrifora cieca che imita la presenza del triforio; in asse con ogni quadrifora vi è un'alta bifora. Lungo le pareti delle navate laterali, prive di cappelle, al di sotto delle grandi bifore che danno luce all'ambiente, vi è una serie di bassorilievi marmorei raffiguranti la Via Crucis; essi sono opera di James Pradier (navata di sinistra) e del suo allievo Francisque Joseph Duret (navata di destra). Sotto la quarta arcata di destra della navata centrale, vi è il pulpito ligneo riccamente decorato con elementi neogotici, disegnato da Théodore Ballu e caratterizzato da una doppia scalinata d'accesso.
Il transetto, oltre alla crociera, si compone di due bracci, ciascuno formato da due campate, con le pareti laterali aventi lo stesso schema di quelle della navata maggiore. Le due pareti fondali non presentano portali, ma in basso una grande bifora con ai lati due monofore, in alto un rosone circolare con decorazioni geometriche; le vetrate policrome che chiudono la bifora di destra raffigurano il Sacro Cuore di Gesù (a sinistra) e Mosè con le tavole della legge (a sinistra), quelle della bifora di destra Maria e Gesù redentore in trono. Inoltre, a ridosso della parete meridionale della campata esterna di ciascun braccio, vi è un altare: quello di sinistra è dedicato a santa Clotilde ed è sormontato dall'affresco di Désiré-François Laugée raffigurante Santa Clotilde che aiuta i poveri; quello di destra, invece, è dedicato a santa Valeria.

#### Capocroce

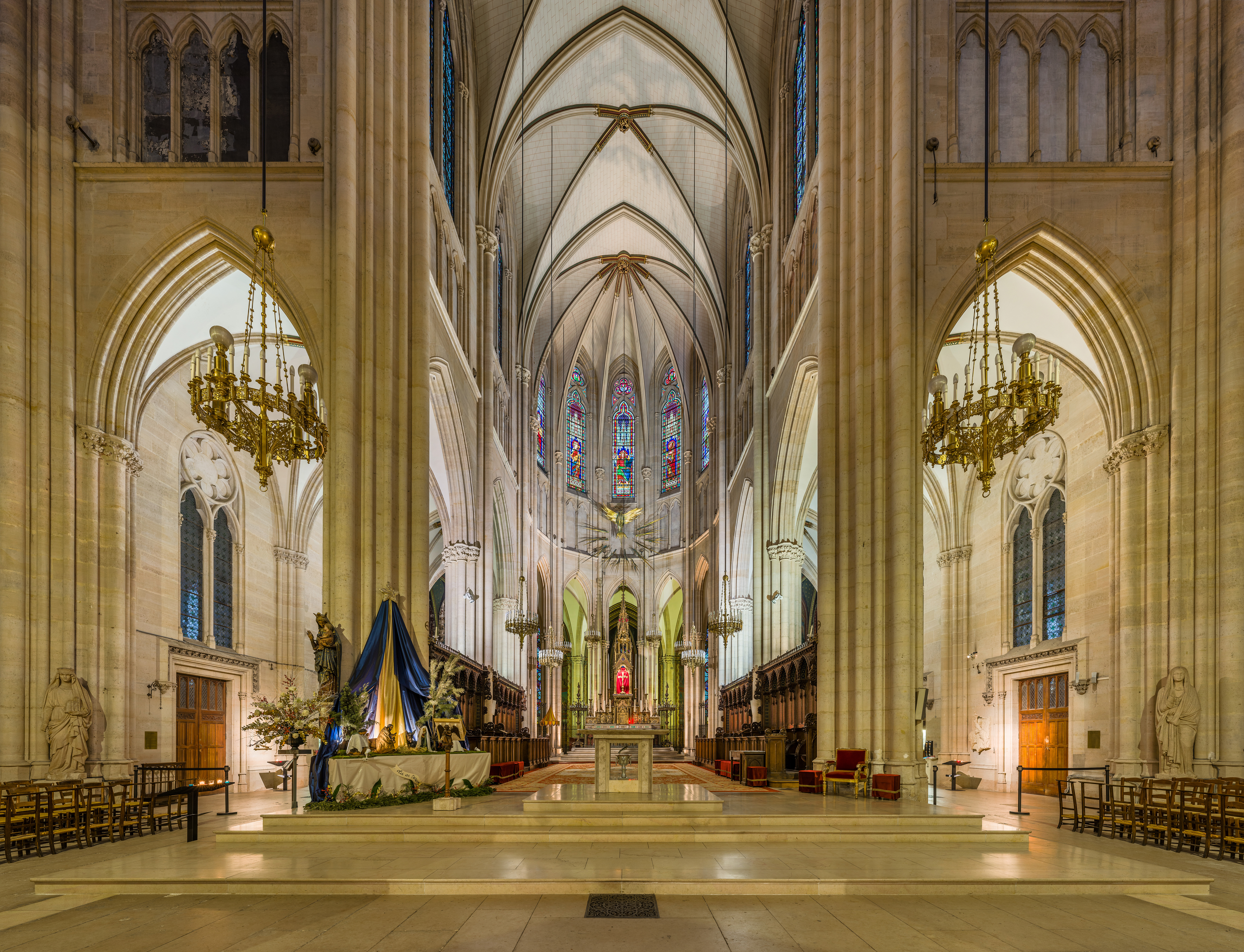
Presbiterio e abside

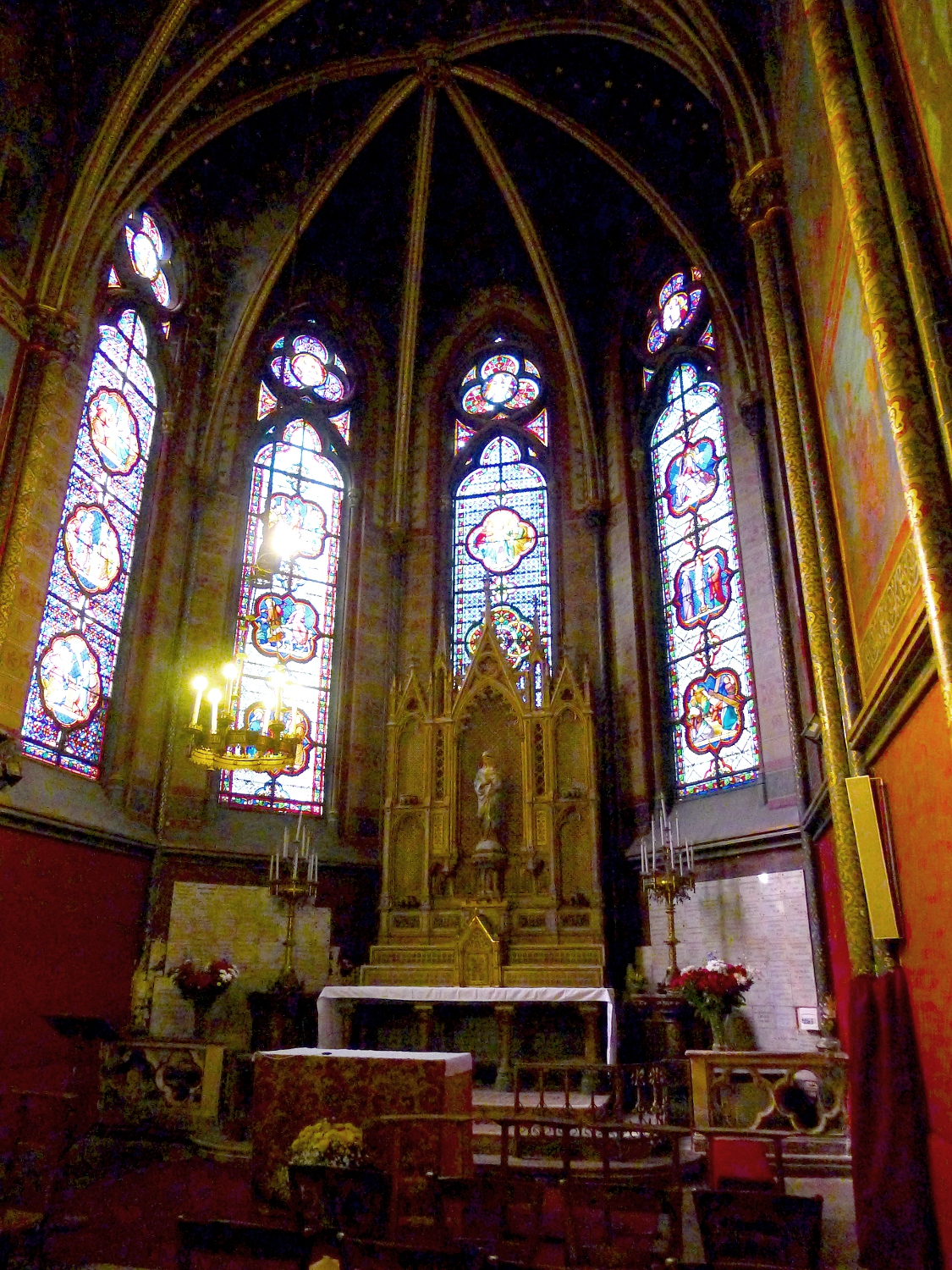
Cappella della Vergine

Nel 2007 è stato realizzato sotto la crociera il nuovo presbiterio, progettato dall'architetto Benoît Ferré. L'area è rialzata di alcuni gradini rispetto al resto della chiesa e presenta, al centro, l'altare maggiore, opera dell'artista Goudji: in marmo bianco, è a base quadrata e sotto la mensa ospita una piccola vasca argentata sormontata da una colomba dello stesso materiale, simboleggiante sia il battesimo di Clodoveo I, sia i sacramenti del battesimo e della confermazione che, con l'eucaristia costituiscono l'iniziazione cristiana; nella mensa, sono collocate le reliquie di san Francesco di Sales e santa Giovanna Francesca Frémiot de Chantal. Sulla sinistra, in posizione avanzata, vi è l'ambone, costituito da un leggio marmoreo poggiante sulla scultura di un Angelo orante, collocata alla sommità di un'esile colonnina con capitello scolpito.
Ai lati del coro, vi sono gli stalli lignei, addossati alla transenna che, esternamente, è decorata con quattro altorilievi, due incentrati su santa Clotilde, i restanti su santa Valeria.
Le pareti dell'abside poligonale presentano uno schema analogo a quello della navata centrale, con la differenza che il finto triforio è reso tramite bifore cieche e che il cleristorio è formato da slanciate monofore; queste ultime sono chiuse da vetrate policrome raffiguranti (a partire da sinistra): Santa Valeria, Santa Clotilde, Santa Batilde, Cristo giudice in trono, San Pietro, San Dionigi e San Marcello di Parigi. Al centro dell'abside, a pavimento, vi è l'antico altare maggiore neogotico, il cui paliotto è adornato con delle sculture in bronzo realizzate da Jean-Baptiste Barre.
Lungo il perimetro esterno del coro e dell'abside, corre il deambulatorio, che costituisce la continuazione, oltre il transetto, delle due navate laterali. Intorno all'abside, si aprono cinque cappelle radiali, caratterizzate dall'avere la stessa struttura (breve navata coperta con volta a crociera terminante con un'abside poligonale con alte monofore - solo la cappella assiale è più ampia rispetto alle altre quattro, pur avendo una conformazione analoga ad esse) e, sulle pareti, affreschi molto simili fra di loro sia per stile, sia per strutturazione delle scene: difatti, nella seconda metà del XIX secolo i lavori erano assegnati dalla prefettura agli artisti, i quali, prima di procedere alla realizzazione dell'opera, dovevano inviare i bozzetti alla Commissione delle Belle Arti, alla quale sarebbe spettato il parere positivo o negativo.
La prima cappella a partire da destra è dedicata a san Remigio, arcivescovo di Reims; segue la cappella di San Giuseppe, le cui vetrate policrome sono incentrate sulla vita del santo dedicatario; la cappella assiale è dedicata, secondo la tradizione alla Vergine Maria, con affreschi di Jules Eugène Lenepveu raffiguranti l'infanzia di Maria e di Gesù; la cappella successiva è dedicata alla santa Croce, con affreschi di Pierre-Nicolas Brisset; infine, la cappella dedicata a san Luigi, re di Francia, la cui vita è narrata negli affreschi sulle pareti, di William-Adolphe Bouguereau, e nelle vetrate policrome.

### Organi a canne

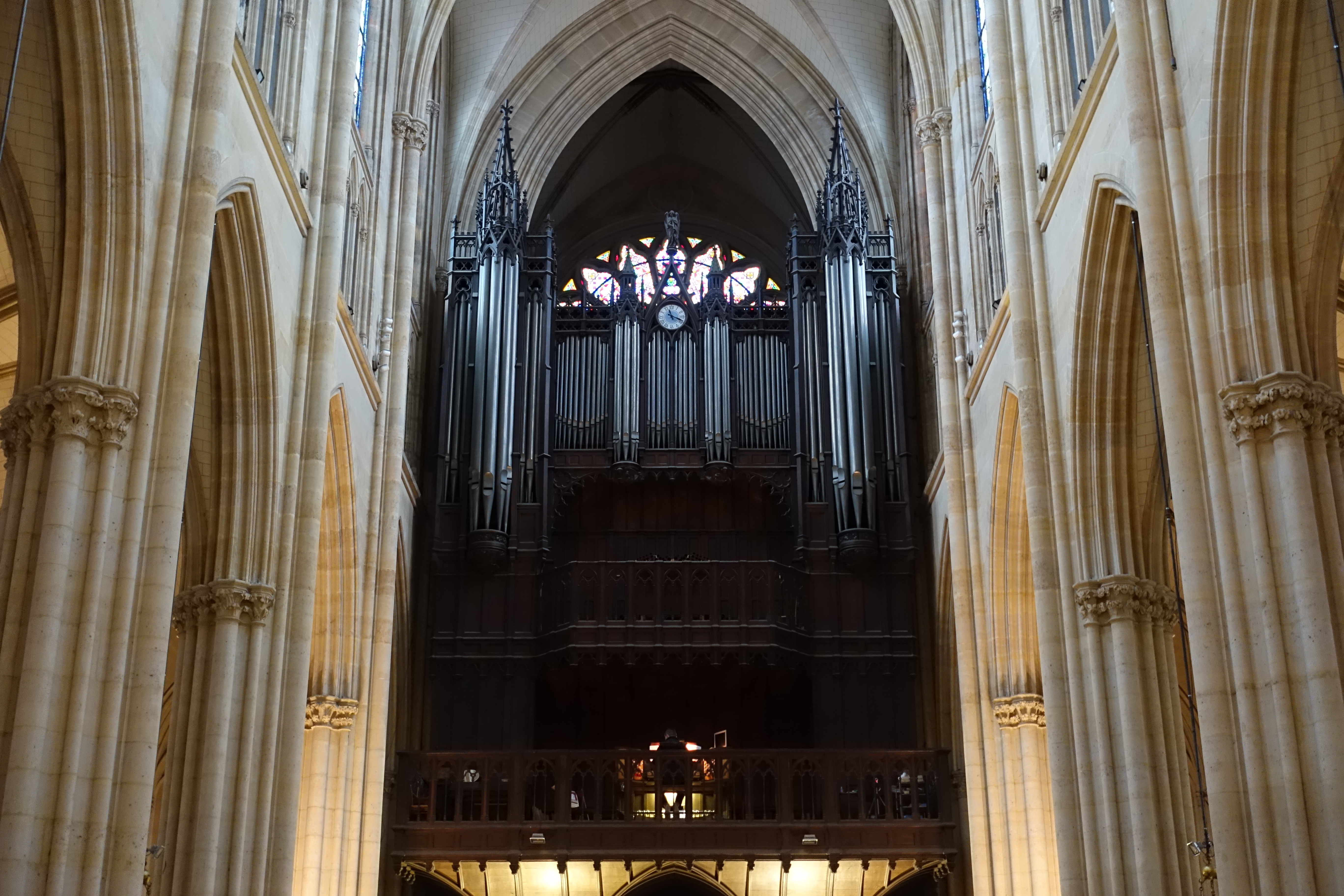
Organo maggiore

Sulla cantoria in controfacciata, si trova l'organo a canne principale della basilica, l'opus 88 di Aristide Cavaillé-Coll, del quale furono organisti titolari alcuni importanti musicisti, tra cui César Franck (1859-1890, Gabriel Pierné (1890-1898), Charles Tournemire (1898-1939), Joseph Ermend Bonnal (1941-1944) e Jean Langlais (1945-1989).
Lo strumento venne costruito a partire dal 1853 fino al 1859, e il 1º dicembre dello stesso anno César Franck tenne il concerto inaugurale. Ha subito una serie di interventi che ne hanno modificato l'assetto originario; l'ultimo risale al 2004-2005: l'organaro Bernard Dargassies, sotto la direzione degli organisti titolari Jacques Taddei e Olivier Penin, ha restaurato lo strumento, portandolo a 71 registri ed installando una nuova consolle a quattro tastiere, situata a pavimento nelle navate, con trasmissione elettronica.
L'organo è alloggiato all'interno di una monumentale cassa lignea, con mostra formata da canne di principale disposte in più campi, con tourrelles a pianta semicircolare. Le consolle sono due, entrambe realizzate nel corso del restauro del 2004-2005: una fissa in cantoria e una mobile indipendente nella navata.
Un secondo organo, ideato per l'accompagnamento del coro, si trova sulla stessa cantoria, in posizione laterale. Venne costruito dalla ditta Cavaillé-Coll-Pleyel nel 1935-1936; dispone di 12 registri, integralmente chiusi entro cassa espressiva.

## Galleria d'immagini

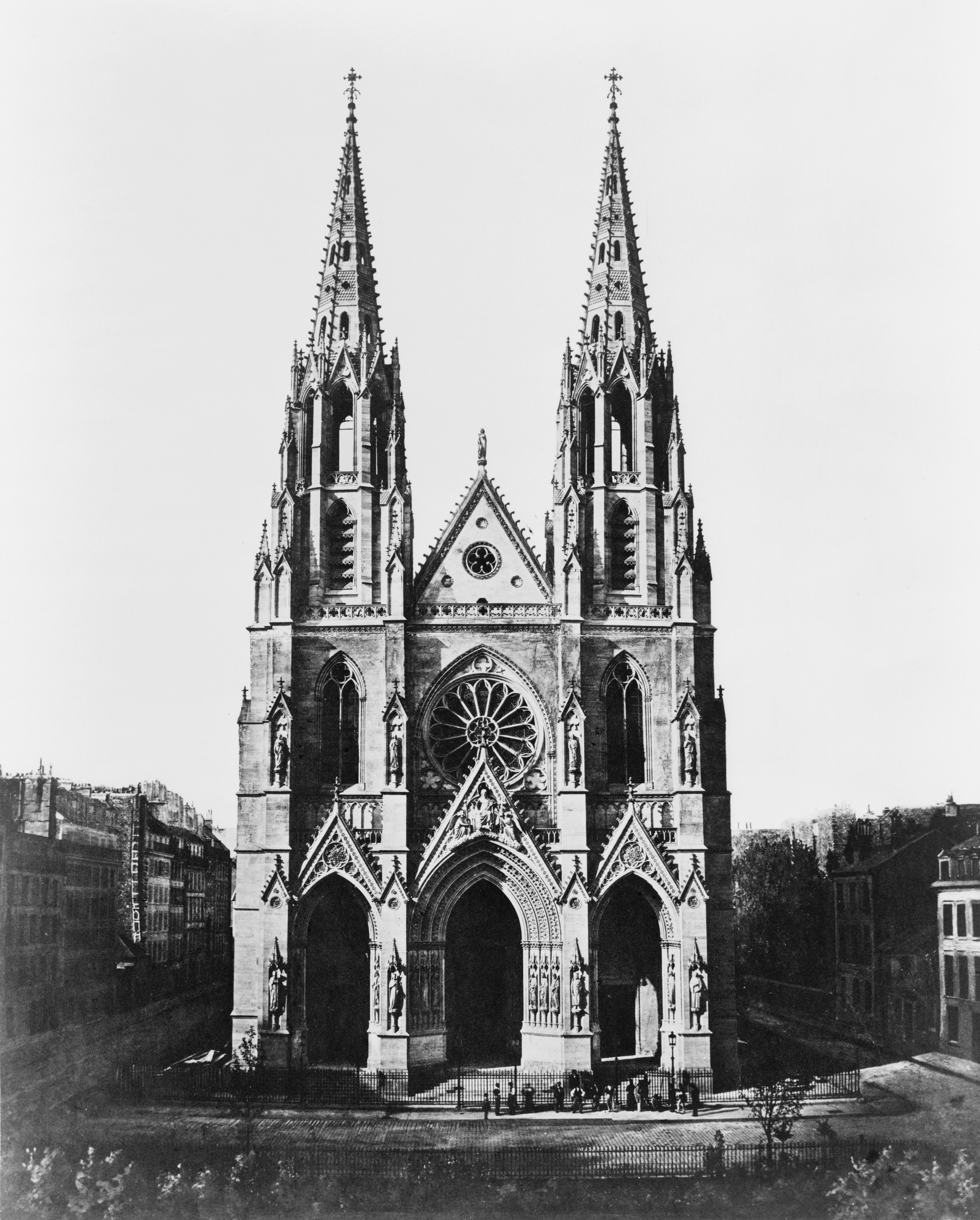
La facciata in una fotografia di Édouard Baldus (tra il 1851 e il 1870)
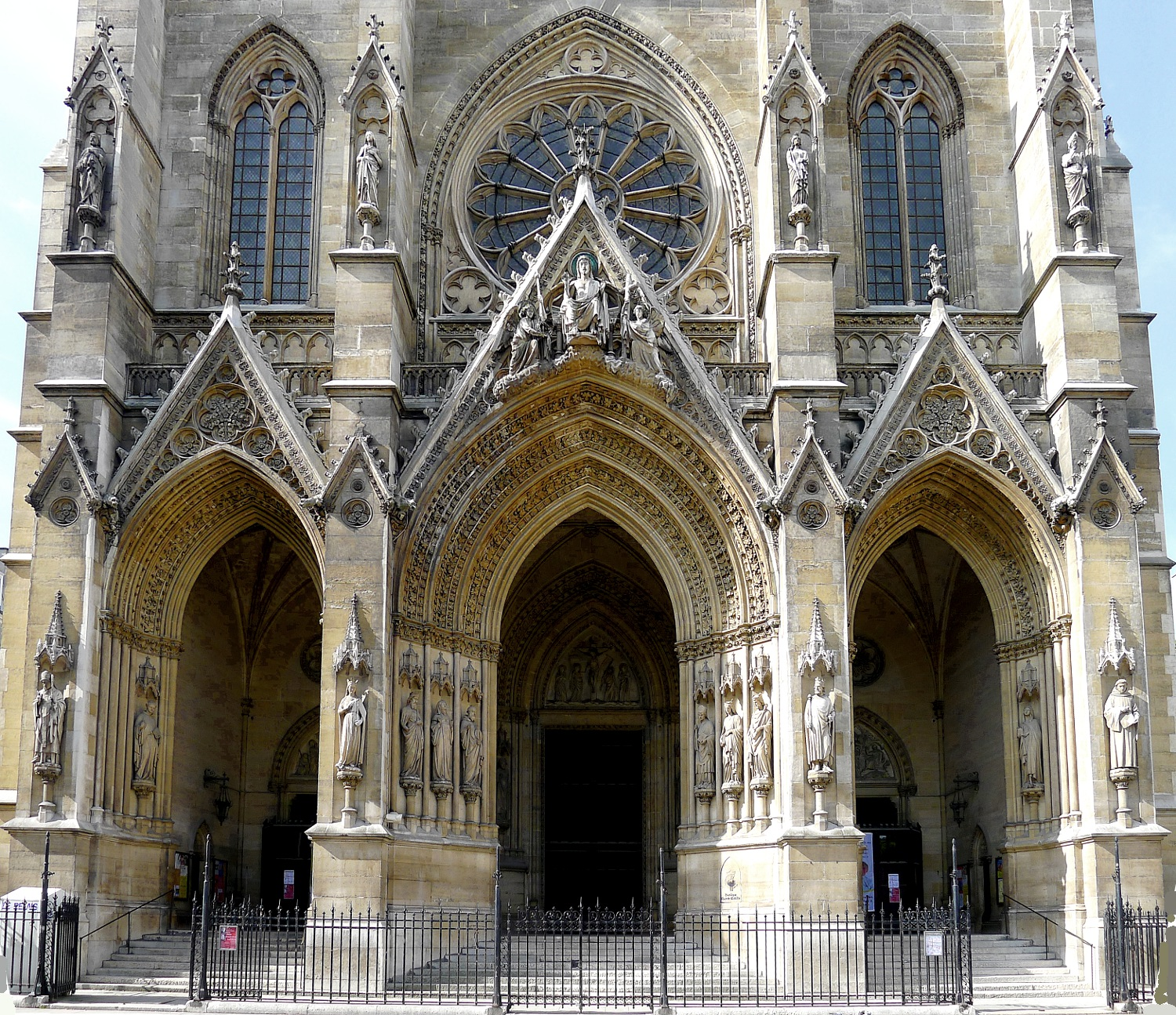
Portico della facciata
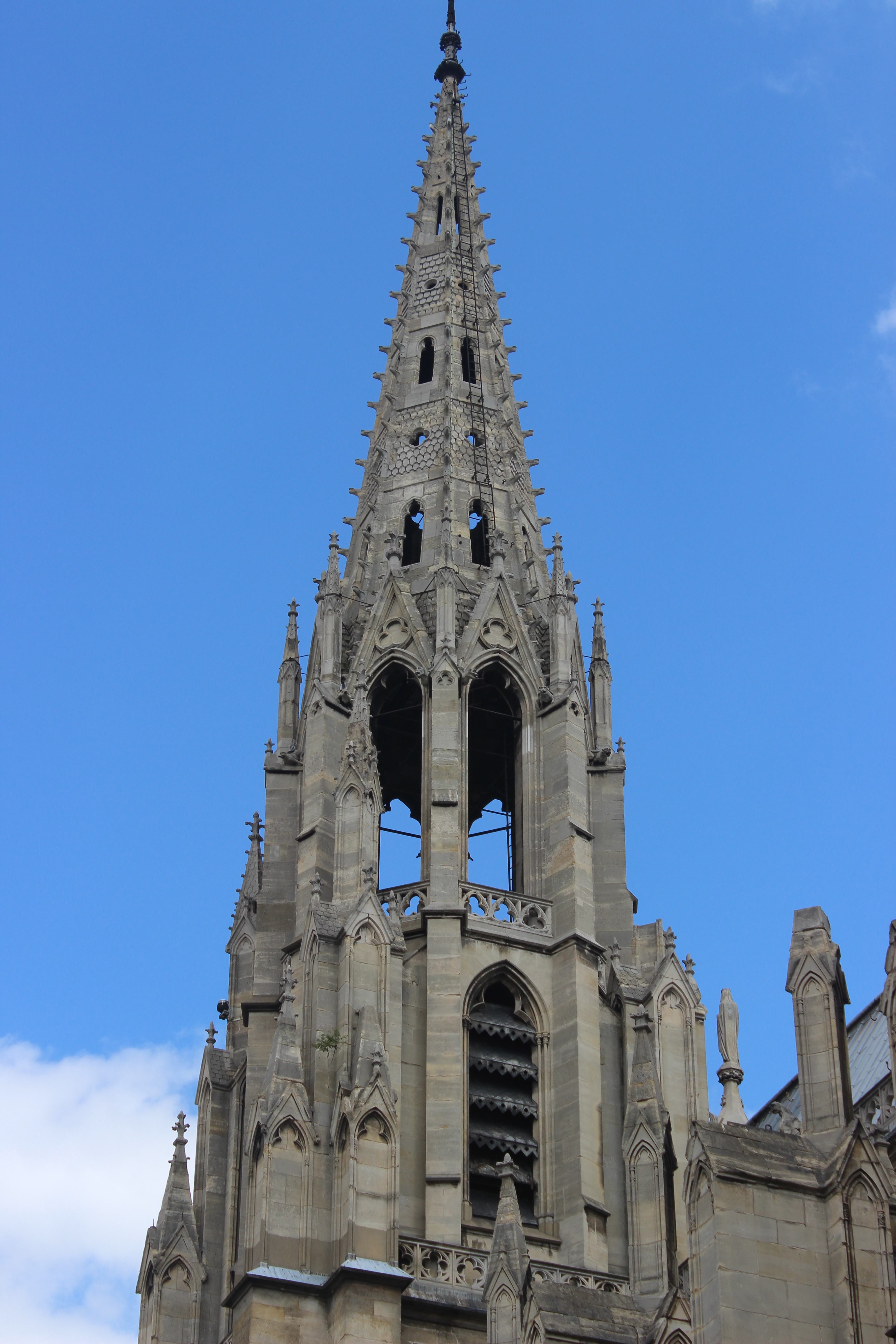
Cuspide della torre di destra
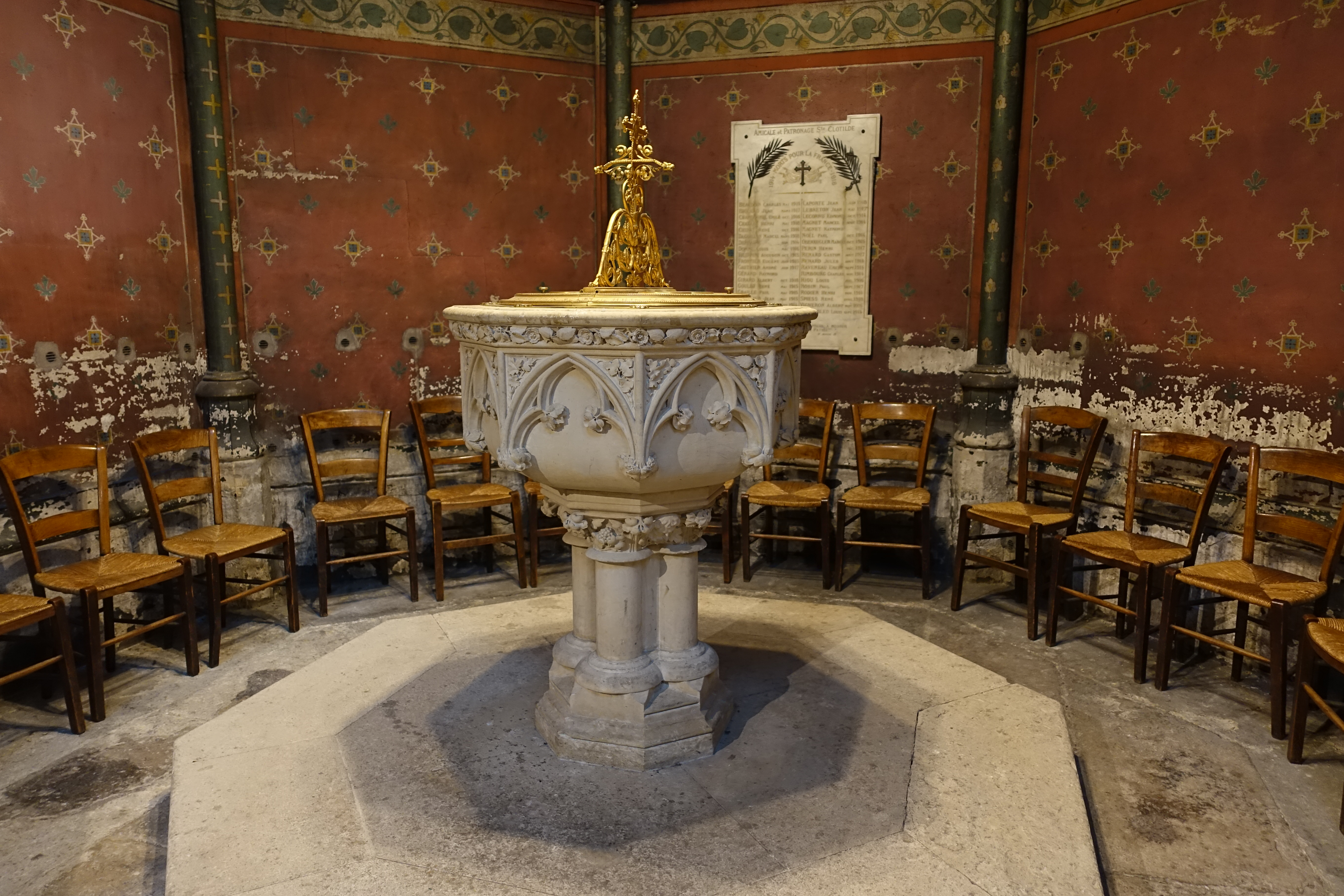
Fonte battesimale
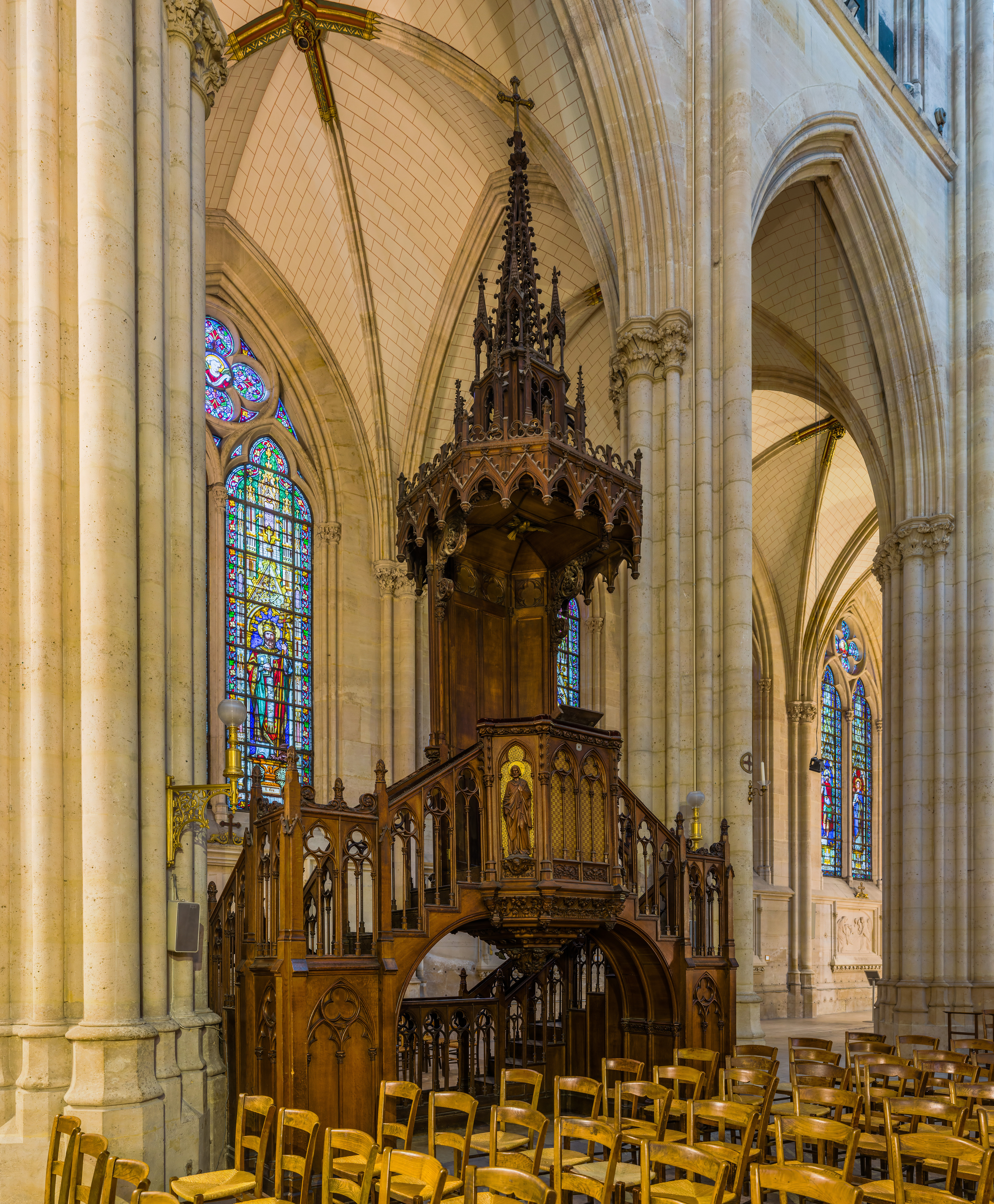
Pulpito
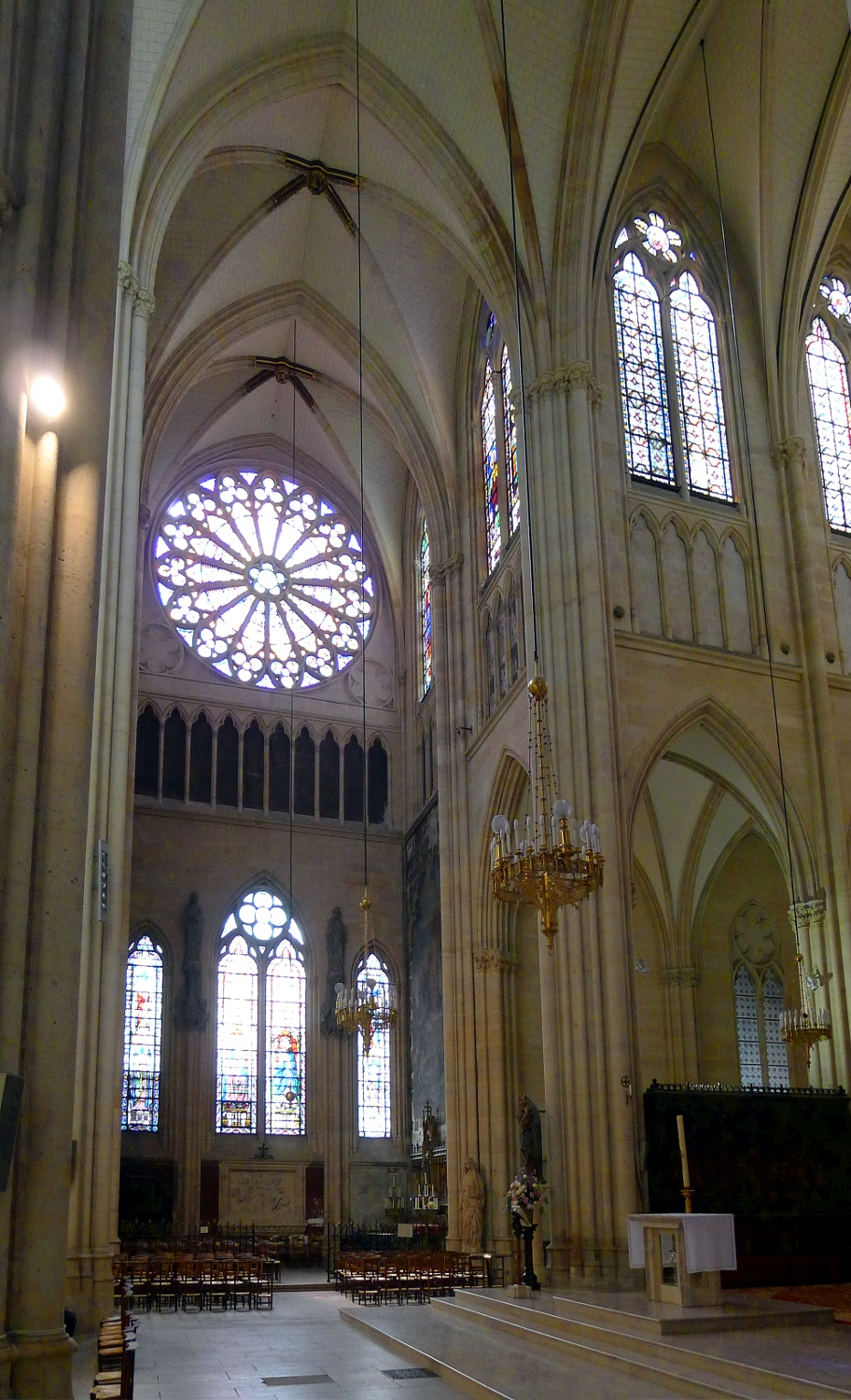
Transetto di destra
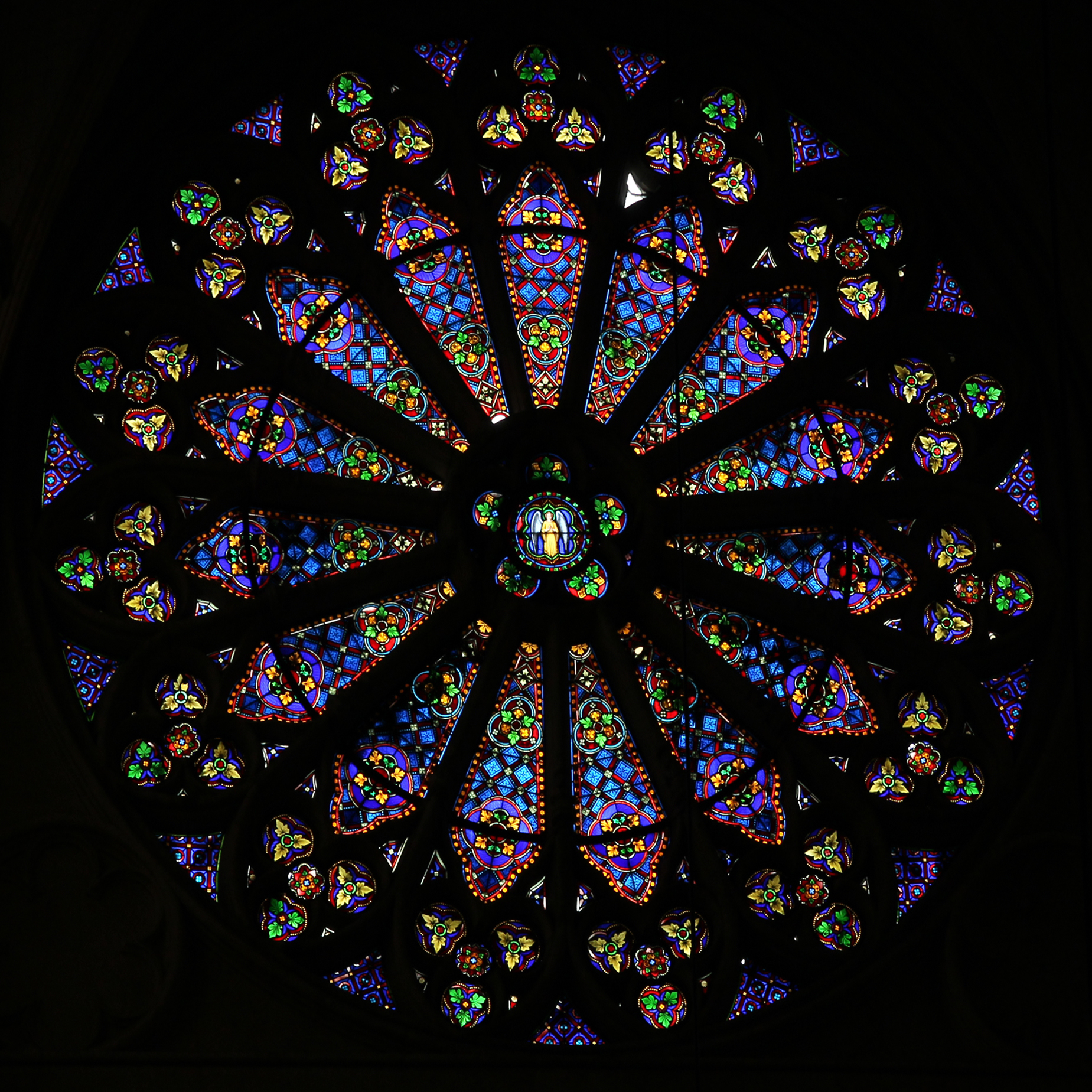
Rosone del transetto di destra
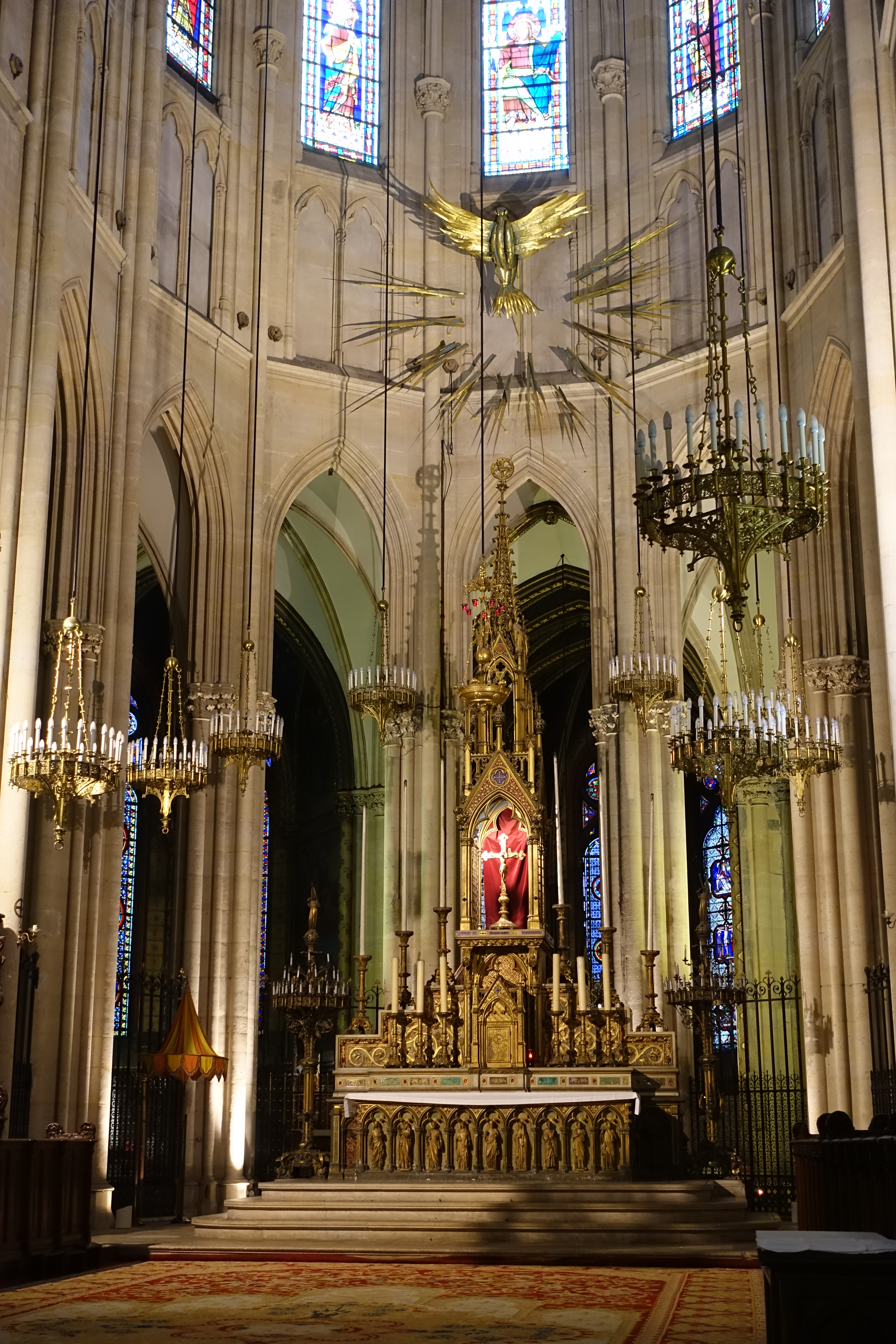
Interno dell'abside
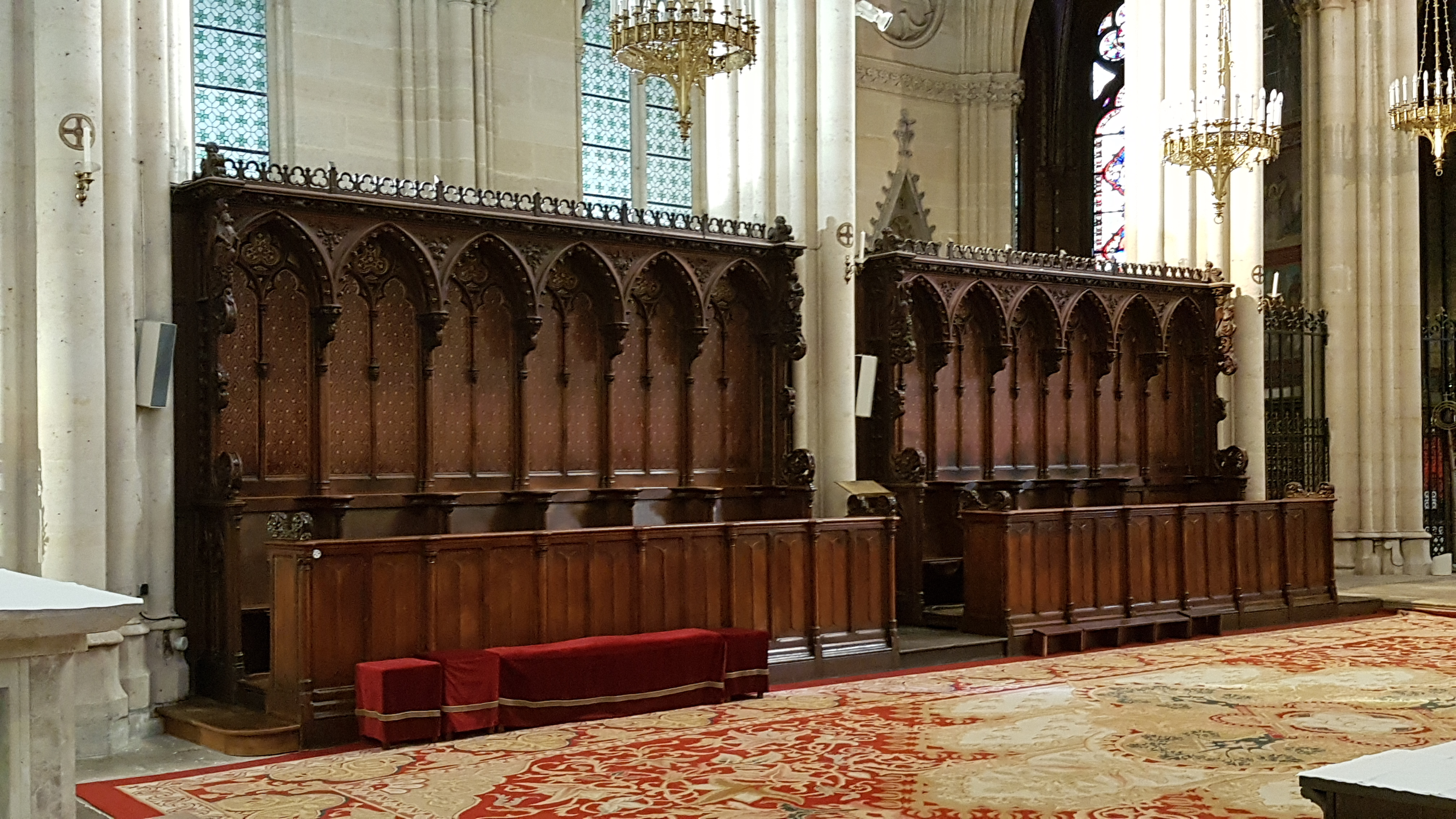
Stalli lignei del coro